# Градске приче
„Градске приче“ је трећи студијски албум групе Парни ваљак, сниман и миксован у Милану, у студију General Recording Sound а објављен под издавачком лиценцом CBS/SUZY. Песму „Јаблане“ ауторски потписују Џони Штулић и Парни ваљак, све остале су дело Хусеина Хасанефендића. Овим албумом промовисани су нови чланови, гитариста Зоран Цветковић, некадашњи члан групе Прљаво казалиште и бубњар Иван Пико Станчић (који је свирао у Групи 220 и групи Time), под чијим је утицајем плоча „ухватила“ Нови талас.

## Списак песама
1. „700 миља од куће“ – 4:02
2. „Клинка“ – 4:23
3. „Моја боља половица“ – 3:18
4. „Вруће усне“ – 3:16
5. „Уличне туче“ – 1:53
6. „Страница дневника“ – 4:42
7. „Оаза“ – 4:02
8. „»Храст«“ – 3:09
9. „Јаблане!“ – 2:10
10. „Једну карту за натраг“ – 3:36